# Мечеть Султана Эйюпа
Мечеть Эйюпа Султана (тур. Eyüp Sultan Camii) расположена в районе Эюп на европейской стороне Стамбула, недалеко от Золотого Рога, за стенами Константинополя.

## Строительство
Мечеть построена в 1458 году при султане Мехмеде II. Это была первая мечеть, построенная турками-османами после завоевания Константинополя в 1453 году.

## Реликвии
Эйюп Султан Мечеть возвышается рядом с местом, где Абу Айюб аль-Ансари, знаменосец пророка Мухаммеда, как говорят, был похоронен во время осады Константинополя в 674—678 годах. Его могила очень почитается мусульманами, привлекает многих паломников. Некоторые из личных вещей пророка Мухаммеда хранятся в гробнице.

## Ссылки

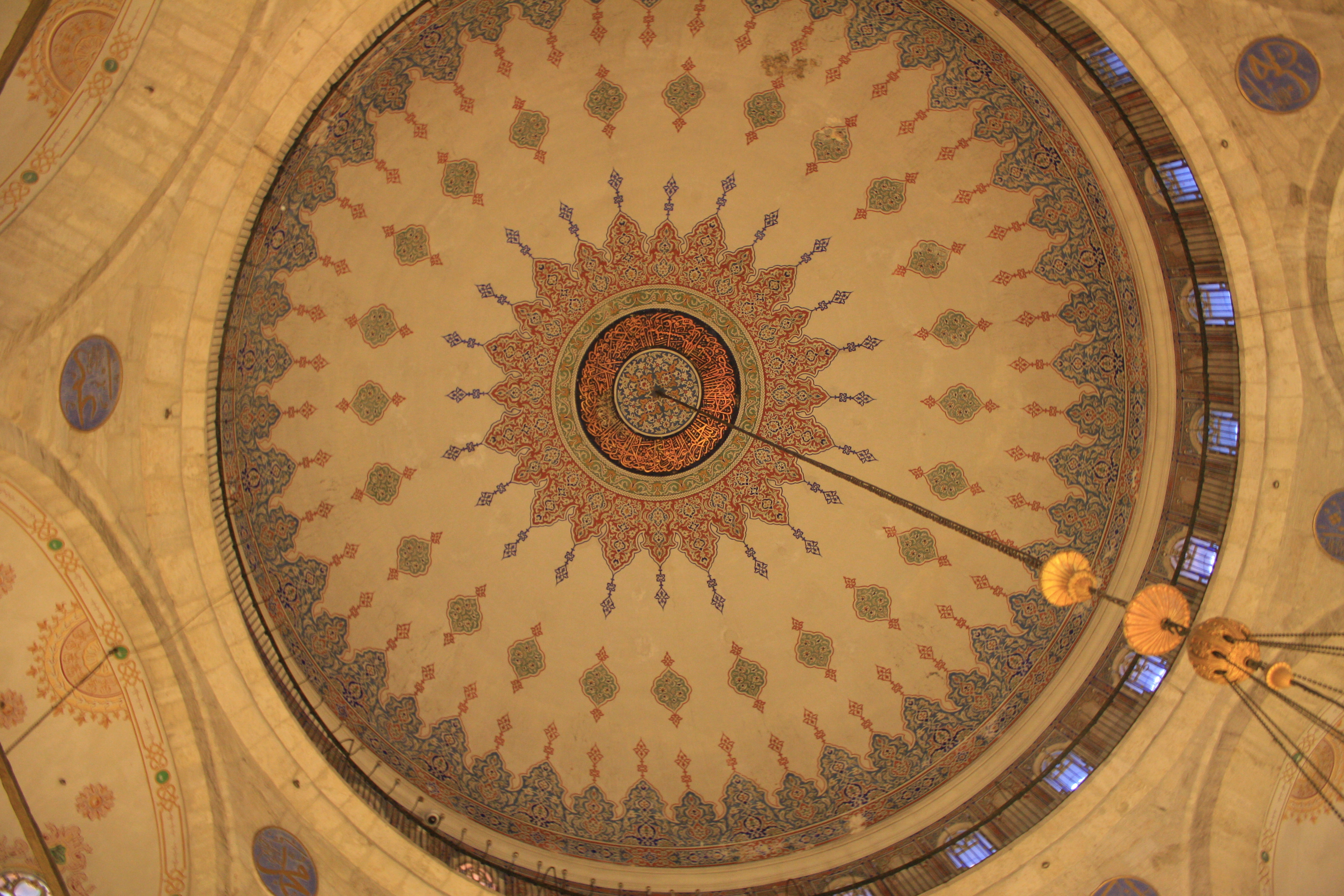
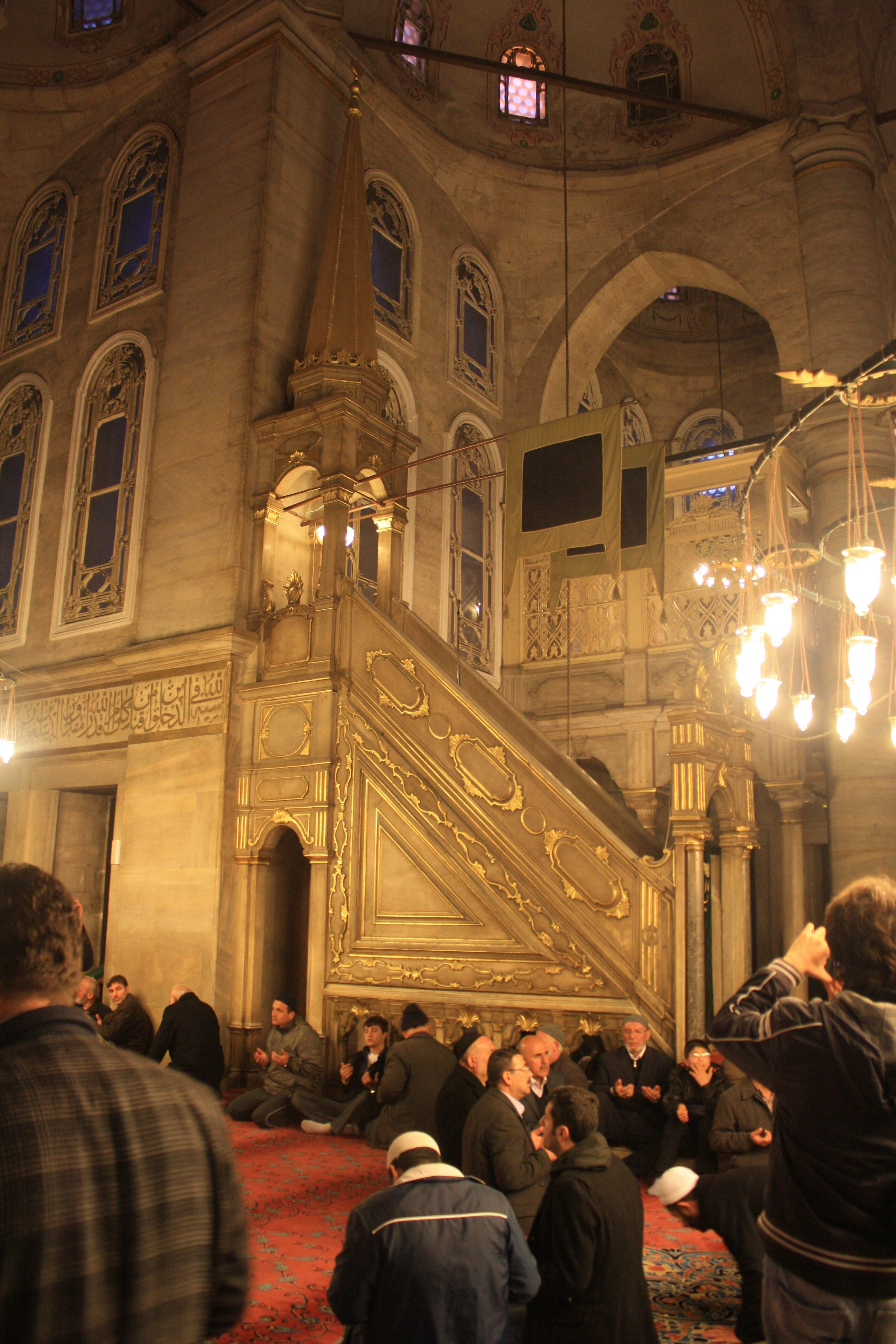
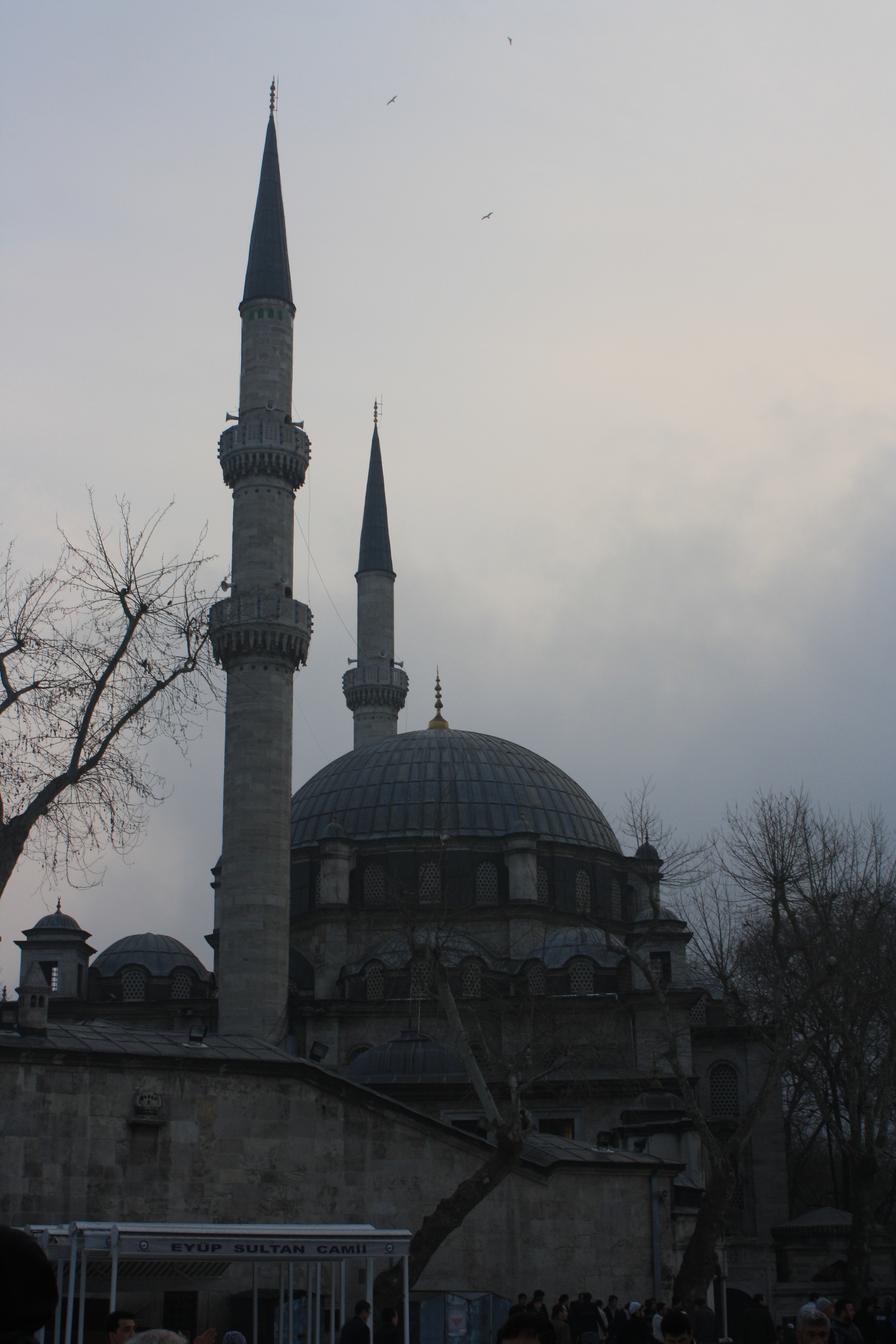
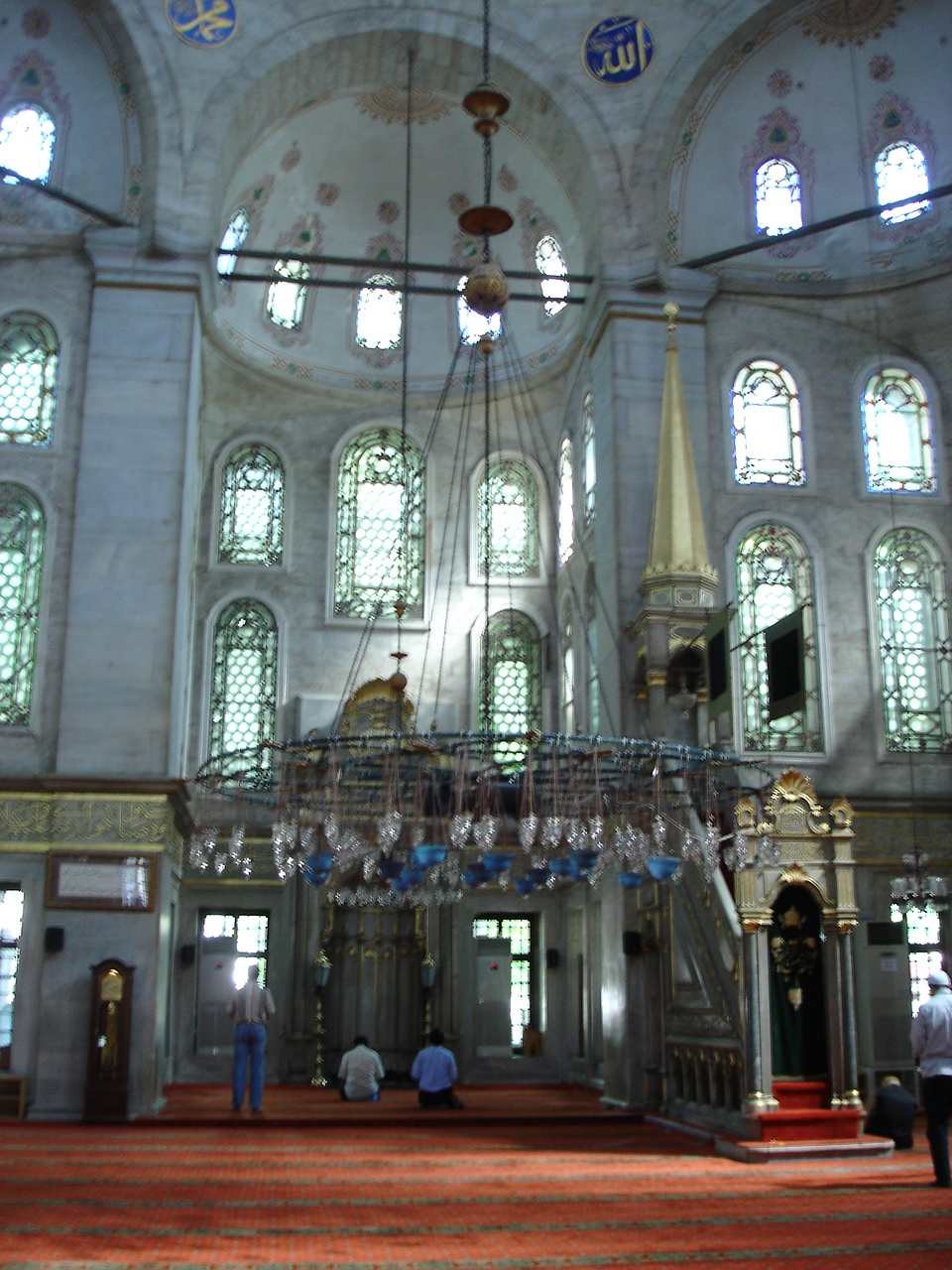
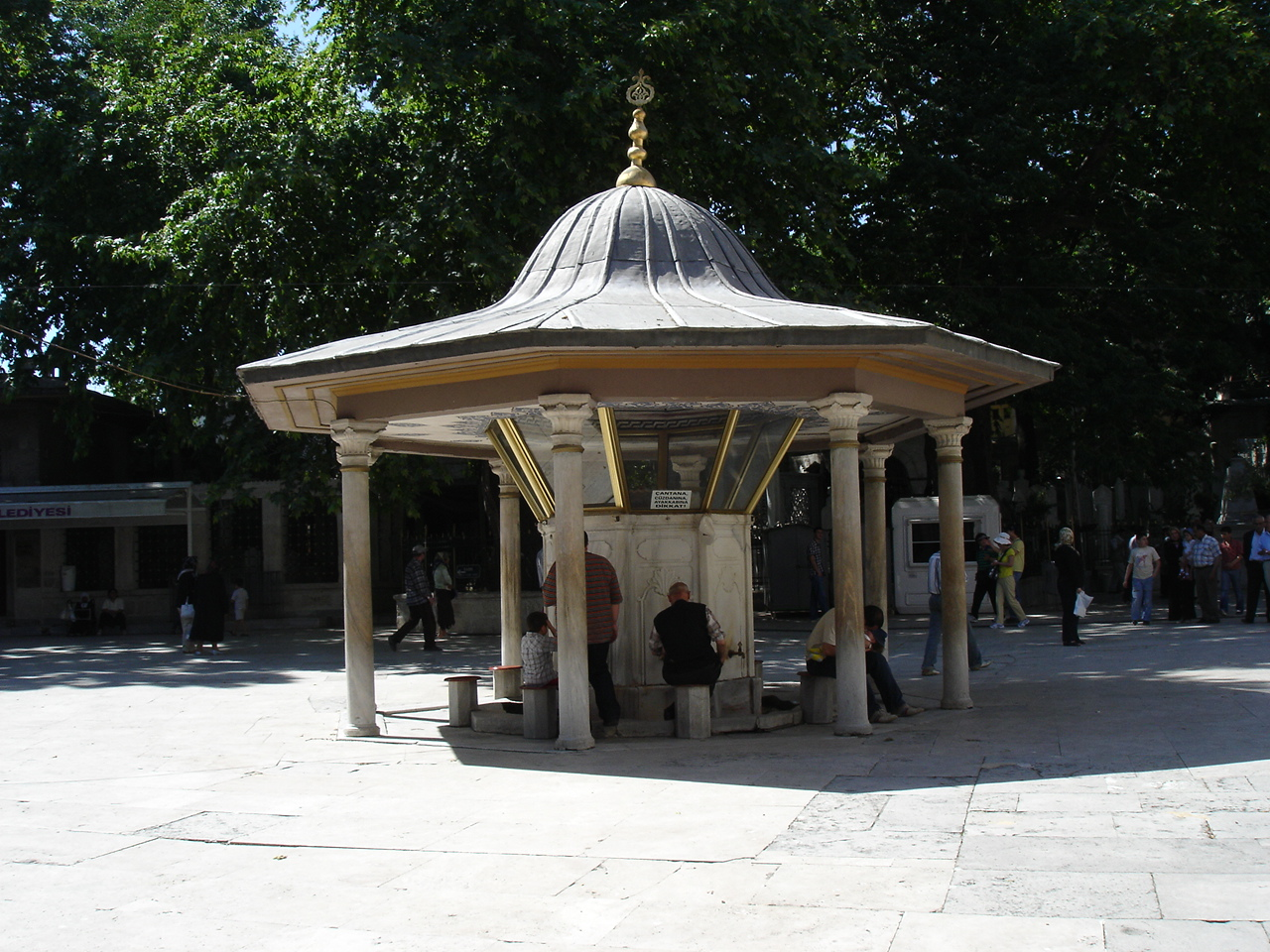
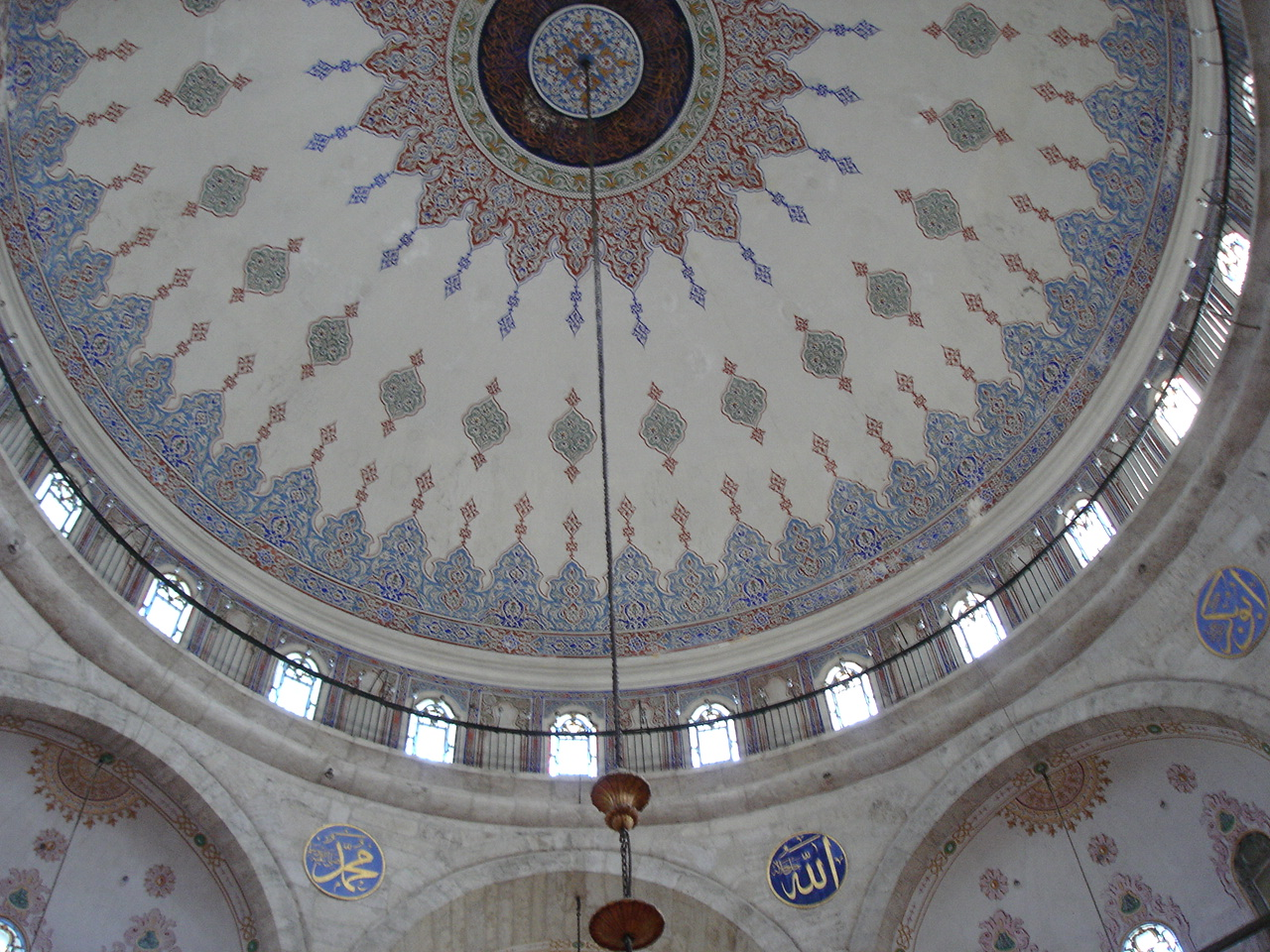